# Fehérvár FC (női csapat)
A MOL Fehérvár FC női labdarúgó szakosztályát 2013-ban hozták létre. A magyar első osztályban szerepel.

## Klubtörténet
Megalakulásukat követően egy előkelő negyedik helyezéssel mutatkozhatott be a 2013–14-es másodosztályú bajnokságban az akkor még Videoton FC néven szereplő klub női szakága. Következő szezonjaikban sem okoztak csalódást szurkolóiknak és hamar a nyugati csoport egyik esélyesévé váltak. A 2018–19-es idényben bajnoki címet szerzett a gárda, azonban az osztályozó mérkőzéseken a St. Mihály nem adott esélyt az élvonalba jutásra.
2021–22-ben újfent bajnokként végeztek, mellyel egyenes ágon jutottak fel a 2022–23-as NB I mezőnyébe. 

## Eredmények
- Másodosztályú bajnok (2): 2018–19, 2021–22

## Játékoskeret
2023. augusztus 19-től
| #  |     | Poszt | Név                |
| -- | --- | ----- | ------------------ |
| 1  | HUN | K     | Németh Noémi       |
| 22 | HUN | K     | Terestyényi Anna   |
|    | HUN | K     | Kovács Borbála     |
| 4  | HUN | V     | Mihályi Dorka      |
| 9  | HUN | V     | Szabó Emese        |
| 11 | HUN | V     | Jánosi Ninetta     |
| 19 | HUN | V     | Romanoczki Kármen  |
| 20 | HUN | V     | Kántor Krisztina   |
| 24 | HUN | V     | Lelkes Zsófia      |
| 77 | HUN | V     | Simon Franciska    |
|    | HUN | V     | Mindenszki Elektra |
| 2  | HUN | V     | Ramor Korinna      |
| 6  | HUN | KP    | Bognár Petra       |

| #  |     | Poszt | Név              |
| -- | --- | ----- | ---------------- |
| 10 | HUN | KP    | Szabó Bernadett  |
| 13 | HUN | KP    | Pál Melitta      |
| 14 | HUN | KP    | Földvári Fanni   |
| 15 | HUN | KP    | Bors Tímea       |
| 16 | HUN | KP    | Kozma Réka       |
| 21 | HUN | KP    | Tóth Alexandra   |
|    | HUN | KP    | Balla Evelin     |
| 7  | HUN | CS    | Szehofner Vivien |
| 8  | HUN | CS    | Czvetnics Dorka  |
| 18 | HUN | CS    | Farkas Gerda     |
| 23 | HUN | CS    | Szombati Katalin |
| 33 | ROM | CS    | Diana Moldovan   |

## Korábbi híres játékosok
| - Orgoványi Ivett - Pécsi Dóra - Tenyei-Tóth Rebeka |